# Annamaria Nagy
Annamária Nagy (ur. 3 września 1980) – węgierska szablistka, srebrna medalistka mistrzostw świata.
Podczas mistrzostw świata w Lizbonie w 2002 roku Węgierki w składzie: Edina Csaba, Orsolya Nagy, Annamária Nagy i Gabriella Sznopek zdobyły srebrny medal w zawodach drużynowych. Była też między innymi siódma drużynowo i szesnasta indywidualnie na mistrzostwach świata w Nîmes w 2001 roku.
Ponadto zdobyła srebrny medal drużynowo na mistrzostwach Europy w Moskwie w 2002 roku.
Nigdy nie wzięła udziału w igrzyskach olimpijskich.